# Đại hội Thể dục Thể thao toàn quốc 2002
Đại hội Thể dục Thể thao toàn quốc 2002 là lần tổ chức thứ tư của Đại hội Thể dục Thể thao toàn quốc, được tổ chức tại thành phố Hà Nội từ ngày 14 đến ngày 22 tháng 11 năm 2002, cùng với các nội dung thi đấu tại 16 tỉnh thành trong cả nước từ tháng 3 đến tháng 11 năm 2002. Đây là kỳ Đại hội Thể dục Thể thao toàn quốc đầu tiên được tổ chức sau 7 năm, và cũng là kỳ đại hội đầu tiên được tổ chức theo chu kỳ 4 năm một lần.
Đại hội có 64 đoàn tham gia thi đấu 526 nội dung thuộc 30 môn. Kết thúc đại hội, đoàn Thể thao Hà Nội xếp hạng nhất toàn đoàn.

## Bảng xếp hạng toàn đoàn
| TT | Đơn vị                | Vàng | Bạc | Đồng | Tổng số |
| 1  | Hà Nội                | 151  | 86  | 96   | 334     |
| 2  | TP. Hồ Chí Minh       | 122  | 116 | 74   | 312     |
| 3  | Quân Đội              | 48   | 35  | 67   | 150     |
| 4  | Hải Phòng             | 30   | 24  | 39   | 93      |
| 5  | Công an nhân dân      | 21   | 18  | 38   | 77      |
| 6  | Thanh Hóa             | 16   | 19  | 29   | 64      |
| 7  | Khánh Hòa             | 15   | 8   | 15   | 38      |
| 8  | Hà Tây                | 13   | 22  | 26   | 61      |
| 9  | Hải Dương             | 10   | 11  | 13   | 34      |
| 10 | An Giang              | 9    | 13  | 14   | 36      |
| 11 | Đồng Tháp             | 8    | 10  | 14   | 32      |
| 12 | Nghệ An               | 7    | 5   | 12   | 24      |
| 13 | Bình Thuận            | 7    | 3   | 14   | 24      |
| 14 | Quảng Ngãi            | 6    | 1   | 5    | 12      |
| 15 | Đồng Nai              | 5    | 14  | 21   | 40      |
| 16 | Đà Nẵng               | 5    | 8   | 26   | 39      |
| 17 | Bến Tre               | 5    | 3   | 7    | 15      |
| 18 | Quảng Bình            | 4    | 9   | 7    | 20      |
| 19 | Quảng Nam             | 4    | 3   | 9    | 16      |
| 20 | Kiên Giang            | 4    | 3   | 2    | 9       |
| 21 | Tiền Giang            | 3    | 8   | 8    | 19      |
| 22 | Quảng Ninh            | 3    | 2   | 10   | 15      |
| 23 | Đắk Lắk               | 3    | 1   | 7    | 11      |
| 24 | Ninh Bình             | 3    | 1   | 0    | 4       |
| 25 | Sóc Trăng             | 2    | 5   | 11   | 18      |
| 26 | Thừa Thiên Huế        | 2    | 5   | 10   | 17      |
| 27 | Thái Bình             | 2    | 5   | 3    | 10      |
| 28 | Bà Rịa Vũng Tàu       | 2    | 4   | 16   | 22      |
| 29 | Phú Thọ               | 2    | 4   | 8    | 14      |
| 30 | Long An               | 2    | 3   | 4    | 9       |
| 31 | Gia Lai               | 2    | 3   | 2    | 7       |
| 32 | Thái Nguyên           | 2    | 2   | 12   | 16      |
| 33 | Vĩnh Phúc             | 2    | 2   | 4    | 8       |
| 34 | Hà Nam                | 2    | 1   | 4    | 7       |
| 35 | Bình Định             | 1    | 7   | 9    | 17      |
| 36 | Vĩnh Long             | 1    | 6   | 6    | 13      |
| 37 | Nam Định              | 1    | 6   | 1    | 8       |
| 38 | Cần Thơ               | 1    | 5   | 10   | 16      |
| 39 | Tây Ninh              | 1    | 4   | 6    | 11      |
| 40 | Yên Bái               | 1    | 4   | 4    | 9       |
| 41 | Bộ Giáo dục - Đào tạo | 1    | 2   | 13   | 16      |
| 42 | Hưng Yên              | 1    | 2   | 6    | 9       |
| 43 | Hà Tĩnh               | 1    | 2   | 4    | 7       |
| 44 | Lai Châu              | 1    | 0   | 0    | 1       |
| 45 | Bắc Giang             | 0    | 5   | 8    | 13      |
| 46 | Bắc Ninh              | 0    | 4   | 6    | 10      |
| 47 | Bình Dương            | 0    | 4   | 6    | 10      |
| 48 | Lâm Đồng              | 0    | 2   | 5    | 7       |
| 49 | Phú Yên               | 0    | 2   | 1    | 3       |
| 50 | Trà Vinh              | 0    | 1   | 7    | 8       |
| 51 | Bình Phước            | 0    | 1   | 4    | 5       |
| 52 | Cao Bằng              | 0    | 1   | 2    | 3       |
| 53 | Bạc Liêu              | 0    | 1   | 1    | 2       |
| 54 | Hòa Bình              | 0    | 1   | 0    | 1       |
| 55 | Sơn La                | 0    | 1   | 0    | 1       |
| 56 | Tuyên Quang           | 0    | 0   | 5    | 5       |
| 57 | Kon Tum               | 0    | 0   | 2    | 2       |
| 58 | Cà Mau                | 0    | 0   | 1    | 1       |
| 59 | Bắc Kạn               | 0    | 0   | 1    | 1       |
| 60 | Ninh Thuận            | 0    | 0   | 0    | 0       |
| 61 | Lào Cai               | 0    | 0   | 0    | 0       |
| 62 | Quảng Trị             | 0    | 0   | 0    | 0       |
| 63 | Lạng Sơn              | 0    | 0   | 0    | 0       |
| 64 | Hà Giang              | 0    | 0   | 0    | 0       |
|    | Tổng cộng             | 533  | 578 | 735  | 1786    |